# Burlington and Lamoille Valley Railroad
Die Burlington and Lamoille Valley Railroad ist eine ehemalige Eisenbahngesellschaft in Vermont (Vereinigte Staaten). Sie wurde am 24. Februar 1875 zunächst als Burlington and Lamoille Railroad gegründet und beabsichtigte, die in Bau befindliche Portland and Ogdensburg Railroad bei Cambridge Junction mit der Stadt Burlington zu verbinden. Am 30. Juni 1877 ging die 57,6 Kilometer lange Bahnstrecke Burlington–Cambridge Junction in Betrieb, nachdem im gleichen Jahr auch die Portland&Ogdensburg den Verkehr aufgenommen hatte.
Trotz der Konkurrenz unterhielt die Bahn mit der CV eine gute Zusammenarbeit. Dies führte dazu, dass die CV 1889 die Burlington&Lamoille pachtete, die in Burlington and Lamoille Valley Railroad umgegründet wurde. Gleichzeitig wurde der Abschnitt zwischen Burlington und Essex Junction stillgelegt, und die Züge benutzten fortan die CV-Strecke mit. Am 29. September 1898 kaufte die Central Vermont die Bahn schließlich und integrierte die Strecke in ihr Netz. 1938 wurde der Gesamtverkehr eingestellt und die Strecke stillgelegt, nachdem zuletzt nur noch ein gemischter Zug pro Richtung an Werktagen fuhr.